# Аборты в Гибралтаре
Аборты на британской заморской территории Гибралтар до 2021 года являлись незаконными в соответствии с разделом 16 Закона о преступлениях 2011 года, в котором говорится, что аборт в Гибралтаре карается пожизненным заключением, в том числе для любого, кто помогает в прерывании беременности  . Законы об абортах в Гибралтаре считались строжайшими в Европе.  
В настоящее время аборты разрешены до 12 недель беременности, если физическое или психическое здоровье женщины подвергается риску. Аборты разрешены и по прошествии этого срока, в случае риска для жизни женщины, чтобы предотвратить «тяжёлый постоянный» физический или ментальный вред или в случае тяжёлых пороков развития плода.
В 2021 году прошёл референдум по абортам о легализации абортов согласно поправке Crimes (Amendment) Act 2019. Предложение набрало 63% голосов проголосовавших. По новому закону введены 4 условия, разрешающие аборты:
(a)	Срок беременности не превышает 12 недель, её продолжение включает риск для физического или психического здоровья женщины, риск больший чем при прерывании беременности
(b)	прерывание беременности необходимо для предотвращения постоянного тяжёлого вреда физическому или психическому здоровью женщины
(c)	продолжение беременности несёт риск здоровью беременности женщины, риск больший чем при прерывании беременности
(d)	есть существенный риск фатального порока развития плода.